# 7140 Osaki
7140 Osaki este un asteroid din centura principală de asteroizi.

## Descriere
7140 Osaki este un asteroid din centura principală de asteroizi. A fost descoperit pe 4 martie 1994 la Oizumi de Takao Kobayashi. El prezintă o orbită caracterizată de o semiaxă mare de 2,27 ua, o excentricitate de 0,22 și o înclinație de 4,6° în raport cu ecliptica.